# Спиридопуло, Владимир Ильич
Владимир Ильич Спиридопуло (род. 11 марта 1949 года, Ленинград, РСФСР, СССР) — советский и российский судостроитель, генеральный директор, главный конструктор Северного проектно-конструкторского бюро (1993—2017).

## Биография
Родился 11 марта 1949 года в Ленинграде.
В 1972 году — окончил факультет корабельной энергетики Ленинградского кораблестроительного института.
С 1972 года — работает в Северном проектно-конструкторское бюро, начиная свой от инженера, конструктора 3, 2, 1 категории до ведущего конструктора (в 1982 году), и руководит проектно-расчетную группу по боевой живучести кораблей.
В 1985 году — назначен начальником отдела общекорабельных и специальных систем.
В 1993 году — становится главным инженером.
С 2008 по 2017 годы — генеральный директор.
Член-корреспондент Санкт-Петербургской инженерной академии, председатель государственной аттестационной комиссии Санкт-Петербургского Государственного Морского Технического Университета.

### Деятельность на посту главного инженера
При его участии проводились испытания и сдача многих кораблей III поколения (корабли проектов 1144, 1164, 1155 и 956, являющиеся ядром ВМФ России).
Принимал непосредственное участие в обеспечении достройки, испытаниях и сдаче ВМФ в 1998—1999 годах тяжелого атомного ракетного крейсера проекта 11442 «Петр Великий» и большого противолодочного корабля проекта 11551 «Адмирал Чабаненко».

## Награды
- Орден Дружбы народов (1988)
- Орден Почёта (2006)
- Орден «За морские заслуги» (2012)[2]